# Deadline (film fra 1971)
 For alternative betydninger, se Deadline. (Se også artikler, som begynder med Deadline)
Deadline er en dansk-svensk drama- og thrillerfilm fra 1971, instrueret af Stellan Olsson. I rollerne ses bland andet Kent-Arne Dahlgren, Elsebeth Reingaard og Stig Torstensson.

## Medvirkende
- Kent-Arne Dahlgren som Kent-Arne, buschauffør
- Elsebeth Reingaard som Elsebeth, Kent-Arnes kone
- Stig Torstensson som Stig Olofsson
- Evabritt Strandberg som Eva-Britt, Stigs kone og Kent-Arnes søster
- Rikard Killberg som Stig og Eva-Britts søn
- Lena Olsson som Stig og Eva-Britts datter
- Annika Olsson som Stig og Eva-Britts datter
- Halvar Björk som Halvar
- Gunnar Olsson som Kent-Arnes og Eva-Britts far
- Kalle Ringström som Sig selv
- Ole Blegel som Journalist
- Gunnar Schyman som Bengtsson
- Claus Nissen som Jørgen
- Lene Tiemroth som Anne, Jørgens kone
- Kerstin Wartel som Fru Jonson
- Sven Löfveberg som Sven Burman
- Per Jonsson som Guide
- Christina Johansson som Beboer
- Sten-Göran Camitz som Beboer
- Åke Jörnfalk som Beboer
- Arnulf Merker som Beboer
- Bert Sundberg som Beboer
- Jørgen Reingaardsom Beboer
- Bror Rønn som Beboer
- Arvid Hofseth
- Asta Åkerlund som Ældre evakueret kvinde